# Veza Canetti
Venetiana Taubner-Calderon Canetti, detta Veza (Vienna, 21 novembre 1897 – Londra, 1º maggio 1963), è stata una poetessa, scrittrice e commediografa austriaca.

## Biografia
Veza Canetti, nata Venetiana Taubner-Calderon, era figlia di madre sefardita e di padre ebreo-ungherese.
Dopo la prima guerra mondiale la bella e intellettualmente molto dotata, ma fisicamente impedita (fin dalla nascita era priva dell'avambraccio sinistro) letterata, lavorò inizialmente come insegnante di inglese. All'età di 27 anni conobbe il futuro marito, Elias Canetti, che sposerà nel 1934.
Ella apparteneva alla cerchia ristretta che attorniava Karl Kraus, ma nello stesso tempo era vicina all'Austromarxismo. Nel foglio viennese Arbeiter Zeitung, comparve nel novembre del 1933 il suo racconto Der Kanal in tre puntate. Ella pubblicò anche per la Malik-Verlag e successivamente, per riviste del Paese in cui era esiliata, sotto diversi pseudonimi come Veronika Knecht, Martha o Martina Murner, Veza Magd. Sotto l'ultimo di questi comparvero alcune sue traduzioni dall'inglese, fra le quali Il potere e la gloria di Graham Greene.
I suoi romanzi non trovarono, durante la sua vita, alcun editore disposto a pubblicarli e i suoi manoscritti su un romanzo Kaspar Hauser e sull'opera Die Genießer (I gaudenti), furono da lei stessa distrutti, in preda a una crisi depressiva. Il suo romanzo  Die Schildkröten (Le tartarughe) è autobiografico e preannunciò la sua fuga in Inghilterra.
Dopo un decennio era diventata la consulente letteraria del marito. Allorché i germanisti negli anni ottanta si accorsero dei lavori pubblicati da Veza Canetti, Elias Canetti sosteneva che, da lui stimolata, la compagna aveva preso a scrivere nel 1931. Egli consegnò dal 1990 alcuni manoscritti da lei lasciatigli alla libera pubblicazione. Il rapporto di Veza con il marito fu in ogni caso difficile, non ultima causa la intensa frequentazione di altre donne da parte di lui.

## Opere
- L'orco (Der Oger, 1991).
- La pazienza porta rose (Geduld bringt Rosen, 1992), Collana Ariele, Anabasi, 1993,  p. 93, ISBN 978-88-417-3012-6.
- Le tartarughe (Die Schildkröten, 1999), traduzione di A. Luise, Collana Romanzi e racconti, Venezia, Marsilio, 2000,  p. 264, ISBN 978-88-317-7348-5.
- La Strada Gialla (Die gelbe Straße, 1990), traduzione di A. Grieco, Collana Romanzi e racconti, Venezia, Marsilio, 2001,  p. 188, ISBN 978-88-317-7347-8.